# Grażyna Gęsicka

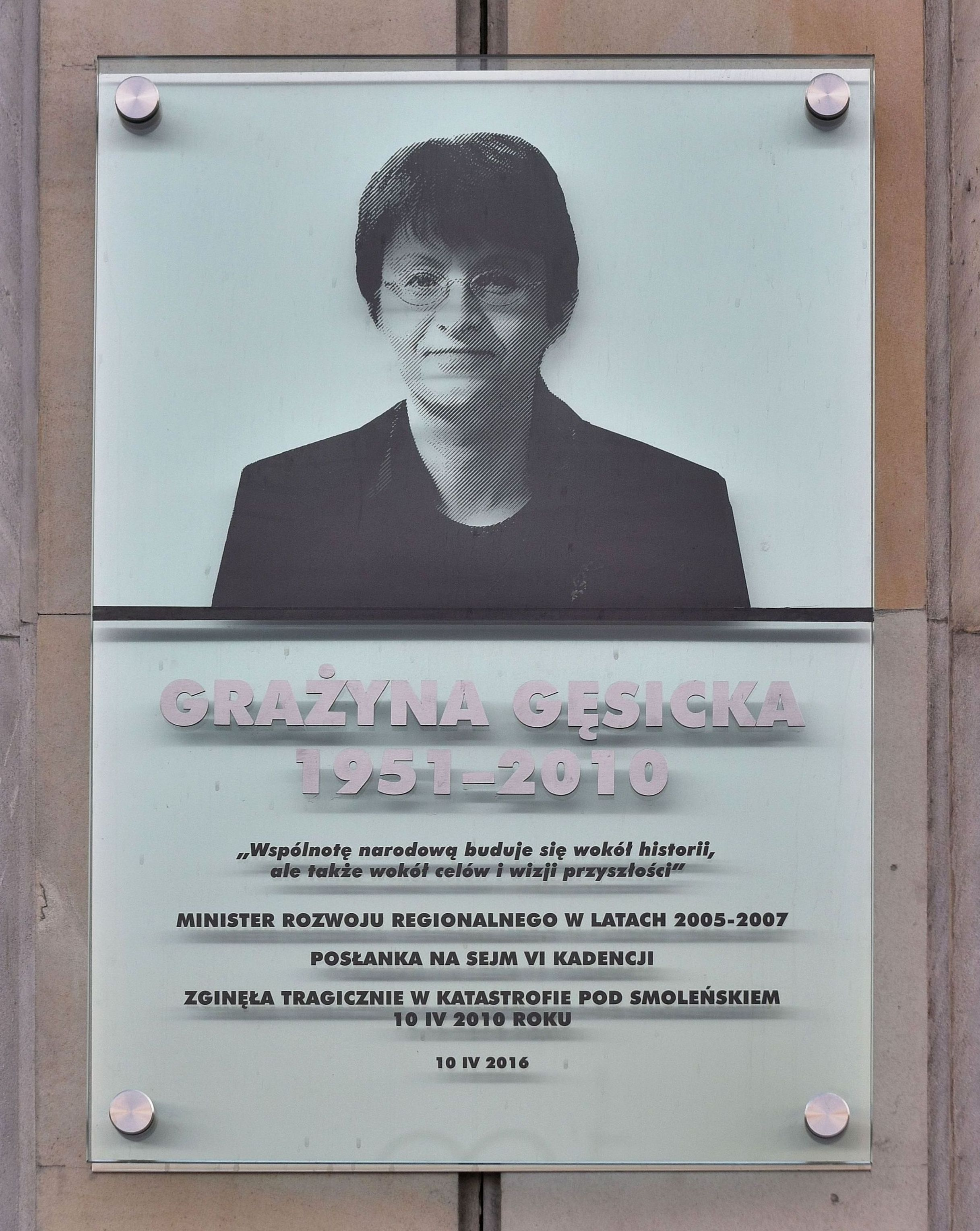
Tablica pamiątkowa odsłonięta w 2016 na fasadzie gmachu Ministerstwa Rozwoju

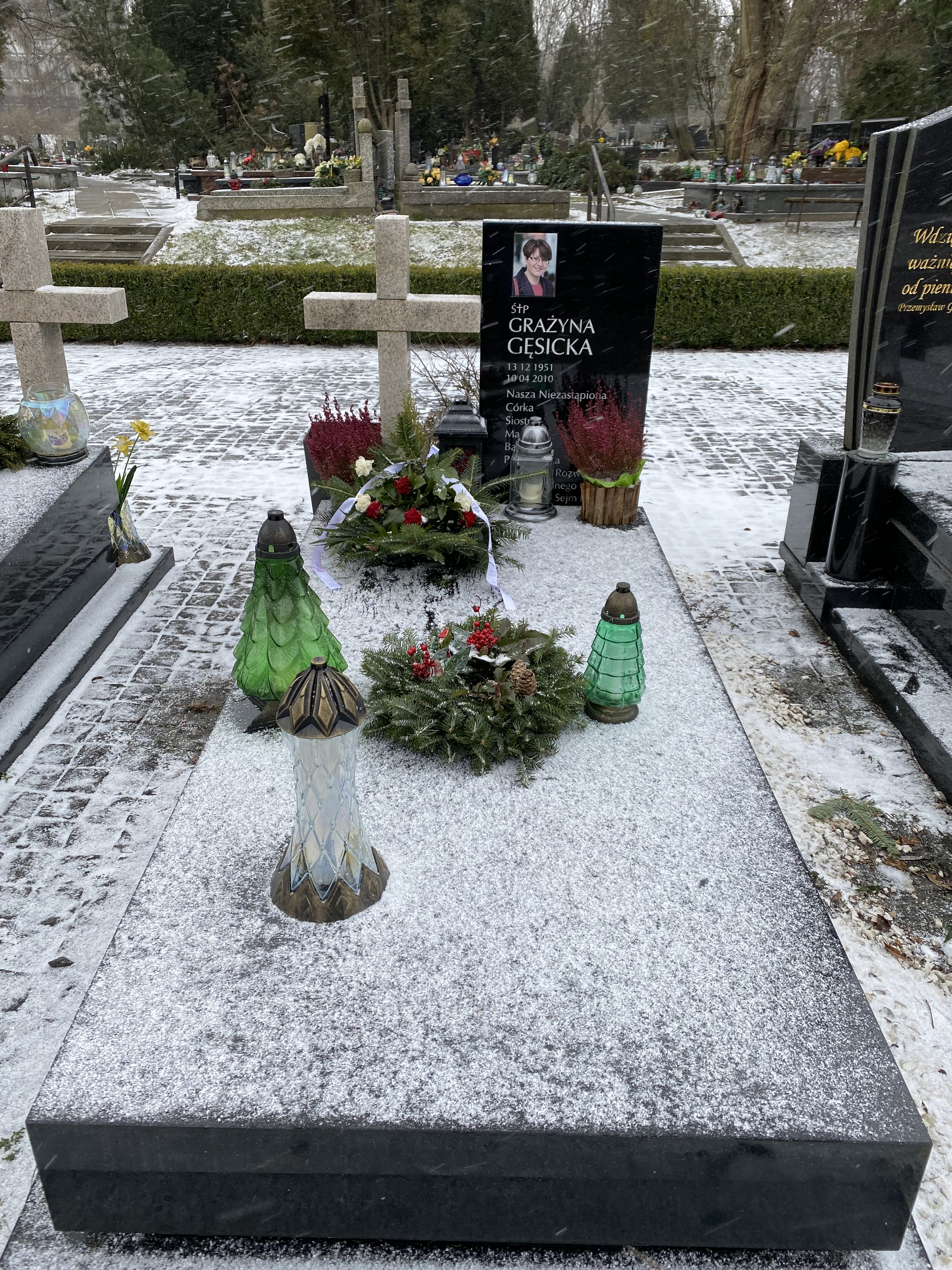
Grób Grażyny Gęsickiej

Grażyna Gęsicka z domu Dusyn (ur. 13 grudnia 1951 w Warszawie, zm. 10 kwietnia 2010 w Smoleńsku) – polska socjolog i polityk, doktor nauk humanistycznych, minister rozwoju regionalnego w rządach Kazimierza Marcinkiewicza i Jarosława Kaczyńskiego, posłanka na Sejm VI kadencji.

## Życiorys

### Wykształcenie i działalność zawodowa
W 1974 ukończyła studia w Instytucie Socjologii Uniwersytetu Warszawskiego. W 1985 uzyskała stopień doktora nauk humanistycznych w zakresie socjologii. Rozprawę doktorską zatytułowaną Związki zawodowe w systemach społecznych wysoko rozwiniętych krajów kapitalistycznych na przykładzie Francji i Wielkiej Brytanii napisała pod kierunkiem Włodzimierza Wesołowskiego.
Pracowała jako adiunkt w Instytucie Socjologii UW (1985–1993). Była członkinią Polskiego Towarzystwa Socjologicznego oraz członkinią Association internationale des sociologues de langue française (AISLF). Była autorką i współautorką książek oraz około 30 artykułów w polskich i zagranicznych czasopismach naukowych. Opublikowała m.in. Regionalne fundusze inwestycyjne (1997), Partnerstwo w rozwoju lokalnym (1996).

### Działalność polityczna
W 1980 wstąpiła do Niezależnego Samorządnego Związku Zawodowego „Solidarność”, była współzałożycielką struktur związku w Instytucie Socjologii UW. W 1981 wykładała we Wszechnicy Robotniczej Solidarności. Po wprowadzeniu stanu wojennego zajmowała się organizacją i wykładami w niejawnej Wszechnicy Robotniczej Regionu Mazowsze NSZZ „S”. Od 1983 inwigilowana przez funkcjonariuszy Służby Bezpieczeństwa. Współpracowała z wychodzącym w drugim obiegu pismem „KOS”.
W 1989 uczestniczyła w obradach Okrągłego Stołu w podzespole ds. górnictwa. W latach 1989–1991 była koordynatorką naukową Ośrodka Badań Związkowych NSZZ „Solidarność” Regionu Mazowsze.
W latach 1990–1997 doradzała i wykonywała ekspertyzy z zakresu problematyki rozwoju lokalnego i regionalnego na rzecz m.in. Komisji Europejskiej, Banku Światowego, rządu, Sejmu RP, władz lokalnych i regionalnych. Od września do grudnia 1991 była doradcą ministra pracy i polityki socjalnej.
W latach 1993–1994 uczestniczyła w grupie ekspertów ds. Europy Środkowej i Wschodniej w programie LEDA (Local Employment Development Action) Komisji Europejskiej. W 1995 była stałym doradcą w nadzwyczajnej Komisji Sejmowej ds. zasad polityki regionalnej państwa. W latach 1995–1996 zajmowała stanowisko zastępcy kierownika programu Phare „Inicjatywy lokalne na rzecz rozwoju społeczno-ekonomicznego”. Pracowała jako zastępczyni dyrektora generalnego w Polskiej Fundacji Promocji i Rozwoju Małych i Średnich Przedsiębiorstw (1996–1998).
Od 1998 do 2001 była podsekretarzem stanu w Ministerstwie Pracy i Polityki Społecznej. Była odpowiedzialna za programy wspierające zatrudnienie, finansowane ze źródeł zagranicznych (Phare, Bank Światowy), sprawy bezpieczeństwa i higieny pracy oraz za wdrożenie w Polsce Europejskiego Funduszu Społecznego. W sierpniu 2001 została wiceprezesem Polskiej Agencji Rozwoju Przedsiębiorczości.
W kampanii wyborczej w 2005 doradzała Platformie Obywatelskiej, reprezentowała PO w negocjacjach koalicyjnych z Prawem i Sprawiedliwością w ramach zespołu zajmującego się wykorzystaniem funduszy Unii Europejskiej.
31 października 2005 została ministrem rozwoju regionalnego w rządzie Kazimierza Marcinkiewicza. 14 lipca 2006 objęła to stanowisko w rządzie Jarosława Kaczyńskiego. 7 września 2007 została odwołana z urzędu ministra rozwoju regionalnego z jednoczesnym powołaniem na sekretarza stanu w Ministerstwie Rozwoju Regionalnego. 11 września tego samego roku ponownie powołana na urząd ministra.
W wyborach parlamentarnych w 2007 uzyskała mandat poselski, kandydując z listy Prawa i Sprawiedliwości w okręgu rzeszowskim i otrzymując 28 982 głosy. 6 stycznia 2010 objęła stanowisko przewodniczącego Klubu Parlamentarnego PiS.
Zginęła 10 kwietnia 2010 w katastrofie polskiego samolotu Tu-154M w Smoleńsku w drodze na obchody 70. rocznicy zbrodni katyńskiej. 25 kwietnia tegoż roku została pochowana w Kwaterze Smoleńskiej na cmentarzu Wojskowym na Powązkach w Warszawie (II/1/14).

## Życie prywatne
Córka Jana i Adeli. Jej mężem był socjolog Janusz Gęsicki, z którym miała córkę Klarę. Mieszkała w Warszawie.

## Odznaczenia, wyróżnienia i upamiętnienie
W 2007 otrzymała Nagrodę im. Władysława Grabskiego przyznaną przez Konfederację Lewiatan.
16 kwietnia 2010 została pośmiertnie odznaczona Krzyżem Komandorskim Orderu Odrodzenia Polski. W tym samym roku pośmiertnie uhonorowano ją odznaką honorową „Zasłużony dla Województwa Podkarpackiego”.
Imieniem Grażyny Gęsickiej nazwano skwer u zbiegu ulic Jana III Sobieskiego i Stefana Okrzei w Rzeszowie (2010) oraz ulicę w Warszawskiej dzielnicy Mokotów (2017, uprzednio nazwanej imieniem Heleny Kozłowskiej). W 2016 na fasadzie gmachu Ministerstwa Rozwoju została odsłonięta tablica upamiętniająca Grażynę Gęsicką, a sali dawnego kina „Śląsk”, mieszczącego się w gmachu Ministerstwa Rozwoju przy ul. Wspólnej 2/4, nadano imię Grażyny Gęsickiej.
Powołano Fundusz stypendialny im. Grażyny Gęsickiej (utworzony przez Akademię Rozwoju Filantropii w Polsce) oraz Ruch Kobiet im. Grażyny Gęsickiej na Podkarpaciu, a Forum Kobiet Podkarpacia przyjęło do swojej nazwy patronat Grażyny Gęsickiej. Jej imieniem nazwano również należący do norweskiego armatora Knutsen OAS Shipping statek do przewozu LNG, który w 2022 został wyczarterowany przez PKN Orlen.